# Fokker K.I
Il Fokker K.I, designazione aziendale M.9, fu un aereo sperimentale biplano sviluppato dall'azienda aeronautica tedesco imperiale Fokker-Fluzeugwerke negli anni dieci del XX secolo.
Caratterizzato da un'insolita impostazione, fu uno dei primi tentativi di creare una nuova tipologia di velivoli, equivalenti ai britannici scout (precursori degli aerei da caccia), da parte delle aziende tedesche.

## Storia del progetto
Con lo scoppio della prima guerra mondiale e le prime positive applicazioni belliche dell'arma aerea, la tecnologia ad utilizzo aeronautico ebbe uno sviluppo costante, frutto della necessità di fornire alle contrapposte aeronautiche militari velivoli sempre più efficienti ed in grado di sfruttare le altrui carenze a proprio vantaggio. Dopo una prima fase in cui i modelli, ancora privi di armamento offensivo e difensivo, venivano essenzialmente utilizzati come aerei da ricognizione ed osservazione in collaborazione con l'esercito, e dove i duelli aerei erano relegati all'uso di revolver e carabine d'ordinanza, maturò la convinzione che per sopraffare gli equipaggi avversari fosse necessario evolvere i velivoli a piattaforme volanti dotate di armamento solidale alla struttura.
La Fokker decise di sviluppare un nuovo modello da proporre all'Idflieg, un bimotore, in configurazione traente-spingente, biplano e bifusoliera dall'insolito aspetto. Per realizzarlo vennero utilizzate due fusoliere, complete di impennaggio ma prive di motore, del precedente Fokker M.7, collocandole sulle ali inferiori, abbinandole ad una gondola centrale, che integrava l'abitacolo aperto destinato al pilota e i due motori a pistoni radiali Oberursel U.0 da 80 PS (59 kW) collocati ai suoi vertici, ed una velatura biplana. Anteriormente le due fusoliere al posto del motore avevano ricavato due postazioni aperte, una per fusoliera, destinate ai mitraglieri.
Il prototipo del nuovo modello, identificato dall'azienda come M.9 e dall'Idflieg come K.I (dal tedesco Kampfflugzeug, "aereo da combattimento", primo dei K-Typ sviluppati dall'azienda) venne portato in volo per la prima volta nel corso del 1915 manifestando però sin dall'inizio seri problemi di integrità strutturale. La particolare collocazione delle due fusoliere che posteriormente non avevano alcuna connessione tra loro si rivelò un grossolano errore di valutazione. L'M.9 per il controllo del rollio utilizzava ancora la deformazione alare al posto di alettoni, per cui quando le ali erano deformate le fusoliere venivano deviate in direzioni opposte, verso l'alto o verso il basso a seconda di quale fosse la direzione del velivolo, rendendo il controllo del volo estremamente difficoltoso ed imprevedibile.
Data l'impossibilità di porre rimedio a questa congenita instabilità legata alla configurazione del velivolo il suo programma di sviluppo venne arrestato.